# Manuel de Guirior

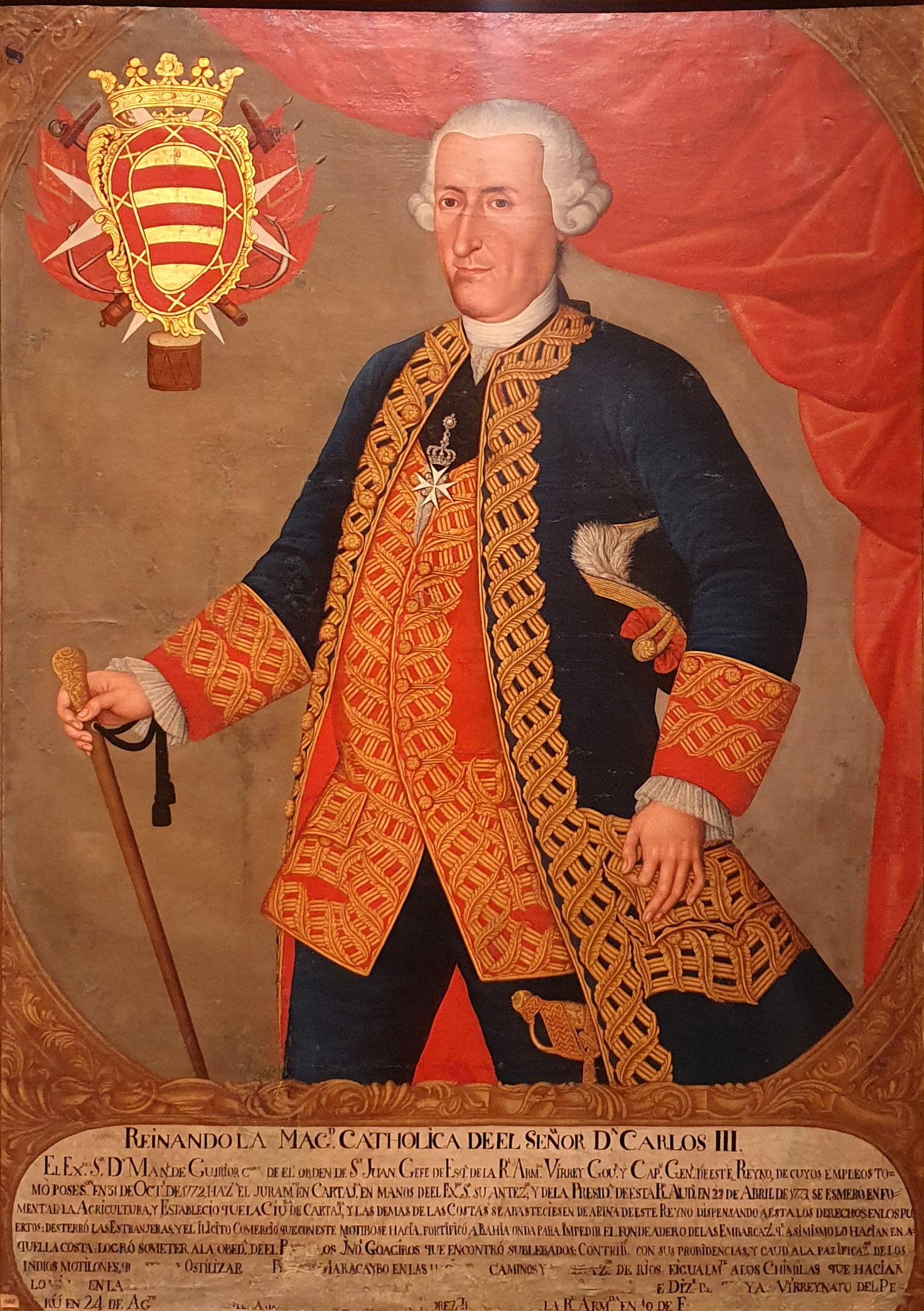
Vizekönig Manuel de Guirior

Manuel de Guirior y Portal de Huarte, Markgraf (spanisch: marqués) de Guirioriz, Burggraf (spanisch: Vizconde) de Villanueva de Lónguida (* 21. Mai 1708 in Aoiz, Navarra, Spanien; † 25. November 1788 in Madrid, Spanien) war ein spanischer Offizier und Kolonialverwalter. Er amtierte als Vizekönig von Neugranada und Peru.

## Leben

### Herkunft und Jugend
Guirior wurde als Sohn von Carlos Guirior und Josefa Portal de Huarte in eine Adelsfamilie geboren. 1720, mit 10 Jahren, wurde er in den Malteserorden aufgenommen, der königlichen Marine trat er 1733 bei. Er heiratete seine Nichte Ana de Guirior y Otazu (die ebenfalls in Aoiz zur Welt kam, 1728).

### Karriere in der Marine
Bereits während seiner Marinezeit führten ihn Aufträge nach Südamerika. Im Siebenjährigen Krieg focht er gegen die Engländer und stieg im Rang auf, bis er 1764 zum General der Armada ernannt wurde. 1764 befehligte er das Schiff, das den designierten Vizekönig von Neuspanien, Carlos Francisco de Croix, seinen Neffen Theodor de Croix und den Erzbischof von Mexiko-Stadt von Cádiz nach Veracruz brachte.
Im Juni 1769 wurde er zum Befehlshaber der Flotte befördert, ein Amt, das er nicht lange innehatte, denn mit Verfügung vom 2. Dezember 1769 ernannte ihn König Karl III. zum Vizekönig von Neugranada (dem heutigen Kolumbien, Venezuela, Ecuador und Panama).

### Amtszeit als Vizekönig von Neugranada
Er trat sein Amt in Bogotá am 22. April 1773 an. In seiner Amtszeit setzte er die Kolonisierung des Landes fort, förderte den Binnenhandel und setzte mit der Gründung der ersten Bibliothek ein Zeichen für die Bildungsförderung. Auch unterstützte er die Gründung von Estudios Generales, weiterführenden Kollegs für die Jugend. 1774 wurde er zum Generalleutnant befördert.

### Amtszeit als Vizekönig von Peru
In einer Urkunde vom 25. August 1775 versetzte König Karl III. ihn als Vizekönig von Peru nach Lima. Dort setzte er seine Bemühungen in der Bildungspolitik fort: Unter seiner Federführung wurde die Universität Lima gegründet. Unter seine Amtszeit fiel die Neuordnung der südamerikanischen Kolonien mit der Gründung des Vizekönigreichs des Río de la Plata – das Gebiet des Vizekönigreichs Peru wurde so deutlich verkleinert. Zum Ende seiner Amtszeit zeichneten sich bereits die ersten Aufstände der indigenen Bevölkerung unter José Gabriel Condorcanqui ab, die im November 1780 ausbrachen.
Guirior hatte eine Auseinandersetzung mit dem spanischen Visitador José Antonio de Areche, der dem bitterarmen Peru eine Erhöhung der Verkaufssteuern aufzwingen wollte. Guirior widersetzte sich und wurde Ende 1780 abgesetzt.

### Ruhestand und Tod
Er kehrte im folgenden Jahr nach Spanien zurück; dort musste er sich vor Gericht verantworten und sah seine Pension strafweise halbiert. Ungeachtet dieser Auseinandersetzungen wurde er für seine Verdienste 1786 mit dem Titel eines Marqués de Guirioriz und Vizconde de Villanueva de Lónguida ausgezeichnet. Er starb 1788 in Madrid; nach seinem Tode wurde er vollständig rehabilitiert.